# サマー・ナイツ〜ライヴ・イン・ラスベガス
『サマー・ナイツ〜ライヴ・イン・ラスベガス』（Summer Nights: Live in Las Vegas）は、2015年にリリースされたオリビア・ニュートン＝ジョンのライブ・アルバムである。

## 解説
2014年から2016年までフラミンゴ・ラスベガスで行われた常設公演の模様を収録。

## 収録曲

### Disc1
1. そよ風の誘惑
2. ザナドゥ
3. マジック
4. 恋の予感
5. 愛は魔術師(マジシャン)
6. サム
7. イフ・ノット・フォー・ユー
8. レット・ミー・ビー・ゼア
9. プリーズ・Mr.プリーズ
10. カントリー・ロード
11. 愛しい貴方
12. フィジカル

### Disc2
1. クライ・ミー・ア・リヴァー
2. 悲しみのクラウン
3. 心の誓い
4. 私はサンドラ・ディー
5. 愛のデュエット
6. 愛すれど悲し
7. 想い出のサマー・ナイツ
8. ウィ・ゴー・トゥギャザー
9. グレイス&グラティチュード
10. 愛の告白